# Alex Reiter
Alexander „Alex” Reiter (ur. 6 czerwca 2006) – niemiecki skoczek narciarski, reprezentant klubu SC Oberstdorf. Medalista mistrzostw świata juniorów (2024) oraz zimowego olimpijskiego festiwalu młodzieży Europy (2023).
We wrześniu 2021 w Libercu zadebiutował w Alpen Cupie, plasując się dwukrotnie na początku szóstej dziesiątki. Pierwsze punkty tego cyklu zdobył w Seefeld w grudniu 2022, gdzie zajął lokaty na przełomie drugiej i trzeciej dziesiątki. W styczniu 2023 w Planicy wystąpił na zimowym olimpijskim festiwalu młodzieży Europy – w konkursie indywidualnym był 25., a w rywalizacji drużynowej mężczyzn oraz mikście zdobył brązowy medal.
W styczniu 2024 wystartował na igrzyskach olimpijskich młodzieży w Pjongczangu, na których zajął 10. miejsce indywidualnie oraz 4. lokatę w konkursie drużyn mieszanych.

## Mistrzostwa świata juniorów

### Indywidualnie
| 2024 Planica     | – | 25. miejsce |
| 2025 Lake Placid | – | 13. miejsce |

### Drużynowo
| 2024 Planica     | – | srebrny medal                             |
| 2025 Lake Placid | – | 4. miejsce, 4. miejsce (drużyna mieszana) |

### Starty A. Reitera na mistrzostwach świata juniorów – szczegółowo
| Miejsce | Dzień     | Rok  | Miejscowość | Skocznia            | Punkt K | HS     | Konkurs      | Skok 1 | Skok 2 | Nota                  | Strata    | Zwycięzca        |
| ------- | --------- | ---- | ----------- | ------------------- | ------- | ------ | ------------ | ------ | ------ | --------------------- | --------- | ---------------- |
| 25.     | 8 lutego  | 2024 | Planica     | Srednja skakalnica  | K-95    | HS-102 | indywid.     | 89,0 m | 93,5 m | 231,4 pkt             | 35,3 pkt  | Stephan Embacher |
| 2.      | 10 lutego | 2024 | Planica     | Srednja skakalnica  | K-95    | HS-102 | druż.        | 95,5 m | 94,0 m | 923,6 pkt (225,0 pkt) | 10,7 pkt  | Austria          |
| 13.     | 12 lutego | 2025 | Lake Placid | MacKenzie Intervale | K-90    | HS-100 | indywid.     | 86,0 m | 90,5 m | 215,4 pkt             | 42,7 pkt  | Stephan Embacher |
| 4.      | 14 lutego | 2025 | Lake Placid | MacKenzie Intervale | K-90    | HS-100 | druż.        | 89,0 m | 97,0 m | 883,5 pkt (224,3 pkt) | 49,0 pkt  | Austria          |
| 4.      | 15 lutego | 2025 | Lake Placid | MacKenzie Intervale | K-90    | HS-100 | druż. miesz. | 87,5 m | 90,0 m | 806,1 pkt (206,3 pkt) | 113,7 pkt | Słowenia         |

## Igrzyska olimpijskie młodzieży

### Indywidualnie
| 2024 Gangwon/Pjongczang | – | 10. miejsce |

### Drużynowo
| 2024 Gangwon/Pjongczang | – | 4. miejsce (drużyna mieszana) |

### Starty A. Reitera na igrzyskach olimpijskich młodzieży – szczegółowo
| Miejsce | Dzień       | Rok  | Miejscowość | Skocznia              | Punkt K | HS     | Konkurs      | Skok 1 | Skok 2 | Nota                  | Strata    | Zwycięzca       |
| ------- | ----------- | ---- | ----------- | --------------------- | ------- | ------ | ------------ | ------ | ------ | --------------------- | --------- | --------------- |
| 10.     | 20 stycznia | 2024 | Pjongczang  | Alpensia Jumping Park | K-98    | HS-109 | indywid.     | 96,5 m | 99,0 m | 192,5 pkt             | 21,5 pkt  | Ilja Miziernych |
| 4.      | 21 stycznia | 2024 | Pjongczang  | Alpensia Jumping Park | K-98    | HS-109 | druż. miesz. | 98,0 m | 98,5 m | 733,6 pkt (213,1 pkt) | 160,1 pkt | Słowenia        |

## Zimowy olimpijski festiwal młodzieży Europy

### Indywidualnie
| 2023 Friuli-Wenecja Julijska/ Planica | – | 25. miejsce |

### Drużynowo
| 2023 Friuli-Wenecja Julijska/ Planica | – | brązowy medal, brązowy medal (drużyna mieszana) |

### Starty A. Reitera na zimowym olimpijskim festiwalu młodzieży Europy – szczegółowo
| Miejsce | Dzień       | Rok  | Miejscowość | Skocznia           | Punkt K | HS     | Konkurs      | Skok 1 | Skok 2 | Nota                  | Strata    | Zwycięzca        |
| ------- | ----------- | ---- | ----------- | ------------------ | ------- | ------ | ------------ | ------ | ------ | --------------------- | --------- | ---------------- |
| 25.     | 23 stycznia | 2023 | Planica     | Srednja skakalnica | K-95    | HS-102 | indywid.     | 89,0 m | 85,5 m | 196,8 pkt             | 72,0 pkt  | Stephan Embacher |
| 3.      | 25 stycznia | 2023 | Planica     | Srednja skakalnica | K-95    | HS-102 | druż.        | 92,5 m | 94,0 m | 874,3 pkt (231,0 pkt) | 102,2 pkt | Austria          |
| 3.      | 27 stycznia | 2023 | Planica     | Srednja skakalnica | K-95    | HS-102 | druż. miesz. | 93,0 m | 89,0 m | 818,7 pkt (228,3 pkt) | 99,9 pkt  | Słowenia         |

## FIS Cup

### Miejsca w klasyfikacji generalnej
| Sezon     | Miejsce |
| --------- | ------- |
| 2022/2023 | 127.    |
| 2024/2025 | 159.    |

### Miejsca w poszczególnych konkursachFIS Cupu
stan po zakończeniu sezonu 2024/2025
| Sezon 2022/2023                                                               |                    |                  |                  |                  |                  |             |             |                  |                  |                  |                  |               |               |               |                  |               |               |                |                |               |               |                |                |               |               |                |                |        |        |        |        |        |        |        |        |        |        |        |
| Frenštát HS106                                                                | Frenštát HS106     | Szczyrk HS104    | Szczyrk HS104    | Einsiedeln HS117 | Einsiedeln HS117 | Kranj HS109 | Kranj HS109 | Villach HS98     | Villach HS98     | Notodden HS98    | Notodden HS98    | Szczyrk HS104 | Szczyrk HS104 | Villach HS98  | Villach HS98     | Oberhof HS100 | Oberhof HS100 | Zakopane HS140 | Zakopane HS140 | punkty        | punkty        | punkty         | punkty         | punkty        | punkty        | punkty         | punkty         | punkty | punkty | punkty | punkty | punkty | punkty | punkty | punkty | punkty | punkty | punkty |
| -                                                                             | -                  | -                | -                | -                | -                | -           | -           | -                | -                | -                | -                | -             | -             | -             | -                | 31            | 27            | -              | -              | 4             | 4             | 4              | 4              | 4             | 4             | 4              | 4              | 4      | 4      | 4      | 4      | 4      | 4      | 4      | 4      | 4      | 4      | 4      |
| Sezon 2023/2024                                                               |                    |                  |                  |                  |                  |             |             |                  |                  |                  |                  |               |               |               |                  |               |               |                |                |               |               |                |                |               |               |                |                |        |        |        |        |        |        |        |        |        |        |        |
| Szczyrk HS104                                                                 | Szczyrk HS104      | Einsiedeln HS117 | Einsiedeln HS117 | Villach HS98     | Villach HS98     | Râșnov HS97 | Râșnov HS97 | Kandersteg HS106 | Kandersteg HS106 | Notodden HS98    | Notodden HS98    | Falun HS100   | Falun HS100   | Szczyrk HS104 | Szczyrk HS104    | Oberhof HS100 | Oberhof HS100 | Zakopane HS140 | Zakopane HS140 | punkty        | punkty        | punkty         | punkty         | punkty        | punkty        | punkty         | punkty         | punkty | punkty | punkty | punkty | punkty | punkty | punkty | punkty | punkty | punkty | punkty |
| 48                                                                            | 50                 | -                | -                | -                | -                | -           | -           | -                | -                | -                | -                | -             | -             | -             | -                | -             | -             | -              | -              | 0             | 0             | 0              | 0              | 0             | 0             | 0              | 0              | 0      | 0      | 0      | 0      | 0      | 0      | 0      | 0      | 0      | 0      | 0      |
| Sezon 2024/2025                                                               |                    |                  |                  |                  |                  |             |             |                  |                  |                  |                  |               |               |               |                  |               |               |                |                |               |               |                |                |               |               |                |                |        |        |        |        |        |        |        |        |        |        |        |
| Hinterzarten HS109                                                            | Hinterzarten HS109 | Frenštát HS106   | Frenštát HS106   | Szczyrk HS104    | Szczyrk HS104    | Kranj HS109 | Kranj HS109 | Villach HS98     | Villach HS98     | Einsiedeln HS117 | Einsiedeln HS117 | Otepää HS97   | Otepää HS97   | Otepää HS97   | Kandersteg HS106 | Notodden HS98 | Notodden HS98 | Falun HS100    | Falun HS100    | Szczyrk HS104 | Szczyrk HS104 | Eisenerz HS109 | Eisenerz HS109 | Oberhof HS100 | Oberhof HS100 | Zakopane HS140 | Zakopane HS140 | punkty |        |        |        |        |        |        |        |        |        |        |
| 36                                                                            | 30                 | -                | -                | 44               | 52               | -           | -           | -                | -                | -                | -                | -             | -             | -             | 27               | -             | -             | -              | -              | -             | -             | -              | -              | -             | -             | -              | -              | 5      |        |        |        |        |        |        |        |        |        |        |
| Legenda                                                                       |                    |                  |                  |                  |                  |             |             |                  |                  |                  |                  |               |               |               |                  |               |               |                |                |               |               |                |                |               |               |                |                |        |        |        |        |        |        |        |        |        |        |        |
| 1 2 3 4-10 11-30 poniżej 30 dq – dyskwalifikacja - − zawodnik nie wystartował |                    |                  |                  |                  |                  |             |             |                  |                  |                  |                  |               |               |               |                  |               |               |                |                |               |               |                |                |               |               |                |                |        |        |        |        |        |        |        |        |        |        |        |